# Challenger de Bendigo 2022
El torneo Bendigo International 2022 fue un torneo de tenis perteneció al ATP Challenger Tour 2022 en la categoría Challenger 80. Se trató de la 2.ª edición, el torneo tuvo lugar en la ciudad de Bendigo (Australia), desde el 03 hasta el 9 de enero de 2022 sobre pista dura al aire libre.

## Jugadores participantes del cuadro de individuales
| Favorito | País                            | Jugador          | Rank1 | Posición en el torneo    |
| -------- | ------------------------------- | ---------------- | ----- | ------------------------ |
| 1        | Bandera de Serbia               | Nikola Milojević | 138   | Segunda ronda            |
| 2        | Bandera de Turquía              | Cem İlkel        | 144   | Segunda ronda            |
| 3        | Bandera de Francia              | Hugo Grenier     | 150   | Cuartos de final, retiro |
| 4        | Bandera de Francia              | Quentin Halys    | 151   | Cuartos de final         |
| 5        | Bandera de Italia               | Salvatore Caruso | 157   | Semifinales              |
| 6        | Bandera de Bosnia y Herzegovina | Damir Džumhur    | 158   | Segunda ronda            |
| 7        | Bandera de Estados Unidos       | Stefan Kozlov    | 159   | Segunda ronda            |
| 8        | Bandera de Estados Unidos       | Ernesto Escobedo | 164   | CAMPEÓN                  |
| 9        | Bandera de China Taipéi         | Jason Jung       | 178   | Tercera ronda            |
| 10       | Bandera de Francia              | Enzo Couacaud    | 179   | FINAL                    |
| 11       | Bandera de Kazajistán           | Dmitry Popko     | 180   | Cuartos de final         |
| 12       | Bandera de Eslovenia            | Blaž Rola        | 181   | Segunda ronda            |
| 13       | Bandera de Alemania             | Daniel Masur     | 183   | Segunda ronda            |
| 14       | Bandera de Bulgaria             | Dimitar Kuzmanov | 187   | Segunda ronda            |
| 15       | Bandera de Argentina            | Renzo Olivo      | 189   | Segunda ronda            |
| 16       | Bandera de Bélgica              | Zizou Bergs      | 192   | Tercera ronda            |

- 1 Se ha tomado en cuenta el ranking del 26 de enero de 2022.

### Otros participantes
Los siguientes jugadores recibieron una invitación (wild card), por lo tanto ingresan directamente al cuadro principal (WC):
- Moerani Bouzige
- Thomas Fancutt
- James McCabe
- Matthew Romios

Los siguientes jugadores ingresan al cuadro principal tras disputar el cuadro clasificatorio (Q):
- Aaron Addison
- Matthew Dellavedova
- Kody Pearson
- Jaroslav Pospíšil

## Campeones

### Individual Masculino
- Ernesto Escobedo derrotó en la final a  Enzo Couacaud, 5–7, 6–3, 7–5

### Dobles Masculino
- Ruben Bemelmans /  Daniel Masur derrotaron en la final a  Enzo Couacaud /  Blaž Rola, 7–6(2), 6–4